# 楽器レンタル
楽器レンタル（がっきレンタル）とは、利用者の求めに応じて有償で楽器を貸し出すサービスである。

## 概要
演奏の用に供するための貸し出しから、美術品、小道具として写真撮影、映像ソフト制作現場への貸し出しまで幅広い分野に渡る。顧客も一般個人からプロの演奏家に至るまで幅広い。
演奏の用に供するケースでは、小規模なものは練習スタジオにおいて施設内で利用するために有償で楽器を貸し出す程度から、大規模な物ではコンサートツアーの楽器一式をレンタルし、さらにはツアーにレンタル会社から楽器のプロデューサーやテクニシャンが派遣されることもある。
また、個人向けサービスでは、月額の利用料を頭金に充当して購入することも可能としているところがある。

## 営業形態
リハーサル／レンタルスタジオの付帯サービスから楽器レンタル専業会社、コンサートツアーのPA機材レンタルまでを含む総合音響サービス会社の一部門にいたるまで営業規模、営業形態は様々である。